# Brillia flavifrons
Brillia flavifrons är en tvåvingeart som först beskrevs av Oskar Augustus Johannsen 1905.  Brillia flavifrons ingår i släktet Brillia och familjen fjädermyggor. Inga underarter finns listade i Catalogue of Life.